# Ferrari 641
Chronologie des modèles (1990)
Ferrari 640 Ferrari 642
La Ferrari 641, également appelée Ferrari F1-90 est la monoplace de Formule 1 engagée par la Scuderia Ferrari dans le cadre du championnat du monde de Formule 1 1990. Elle est pilotée par le Français Alain Prost, en provenance de McLaren, et le Britannique Nigel Mansell, qui effectue sa deuxième saison au sein de l'écurie italienne. Le pilote d'essais est l'Italien Gianni Morbidelli.

## Historique

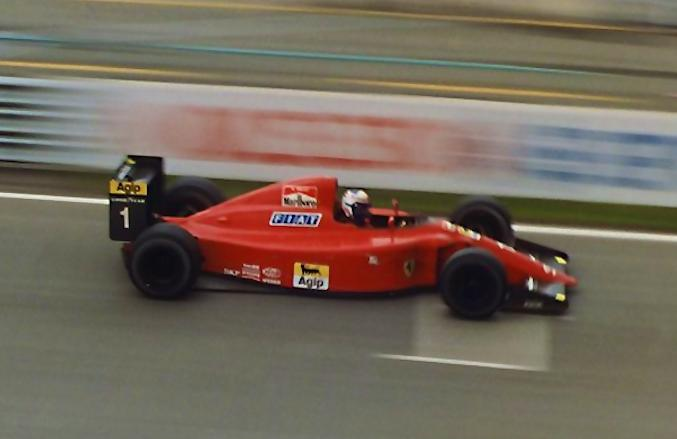
Alain Prost au Grand Prix du Canada 1990

La Ferrari 641 dispose d'un moteur V12 de 3,5 litres de cylindrée développant environ 680 ch en course (jusqu'à 710 ch en qualification) et d'une boîte de vitesses semi-automatique à sept rapports introduite en 1989 sur le modèle précédent, la Ferrari 640. Ferrari est à l'origine de l'introduction de la boîte semi-automatique en Formule 1 et est à l'époque la seule écurie en disposant.
La 641, développée par John Barnard, s'avère être une monoplace très compétitive avec laquelle Alain Prost dispute le titre à Ayrton Senna jusqu'à la fin de saison et leur accrochage au départ du Grand Prix automobile du Japon 1990 à Suzuka, accrochage prémédité de Senna pour se venger de la saison précédente.
Prost échoue donc d'un souffle en 1990 pour ramener le titre mondial pilote à Ferrari, qui attend cet événement depuis 1979.
La Ferrari 641 reste le dernier modèle victorieux de Ferrari en Formule 1 jusqu'à la victoire de Gerhard Berger au Grand Prix d'Allemagne 1994 avec la 412 T1B.

## Exposée au MoMA

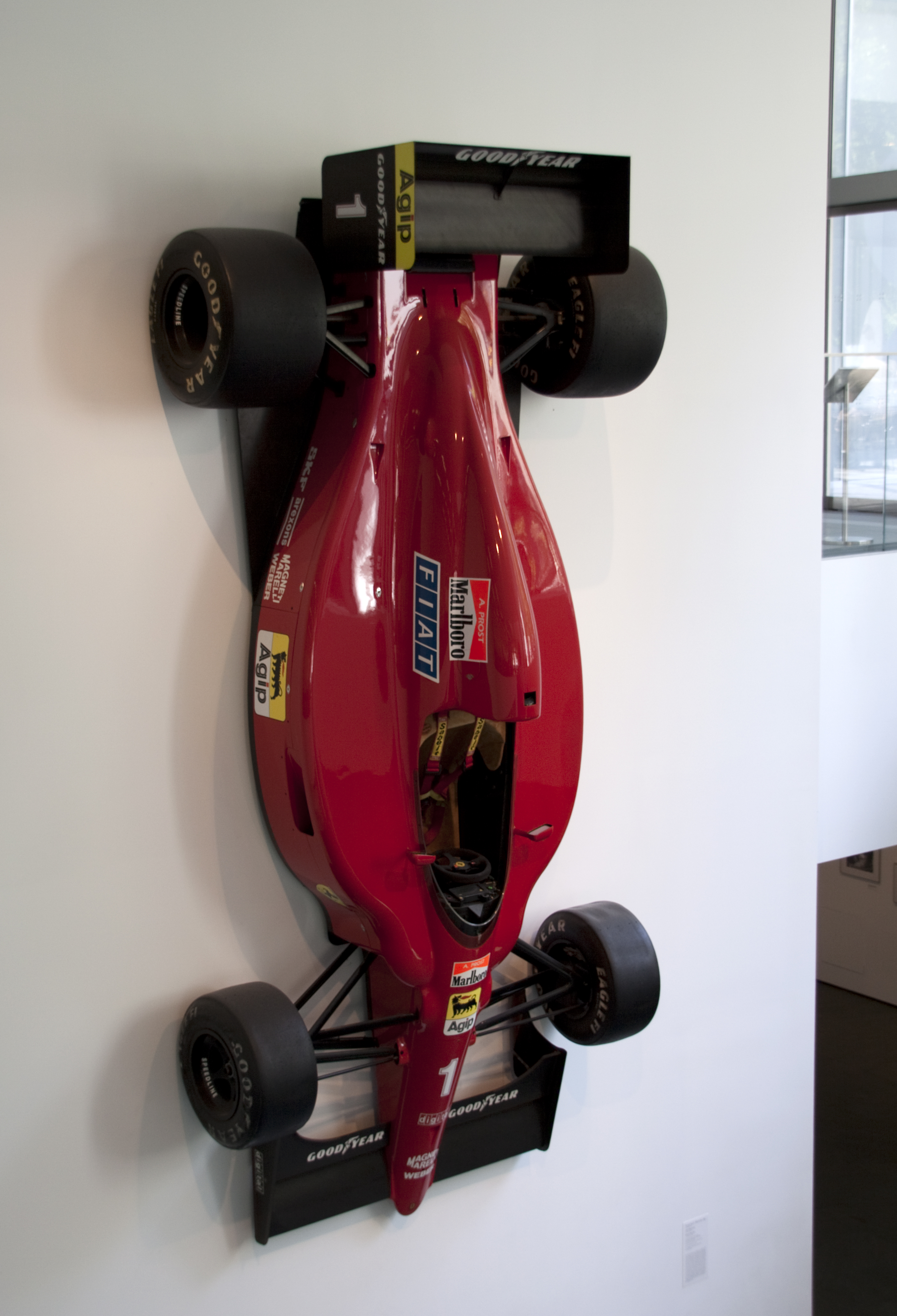
La Ferrari 641/2 du MoMA.

La Ferrari 641/2 d'Alain Prost est exposée pour son design au Museum of Modern Art (MoMA) de New York depuis 1993. D'abord présentée à plat sur ses quatre roues lors de l'exposition « Designed for Speed: 3 Automobiles by Ferrari », elle est maintenant positionnée verticalement sur un mur, nez vers le bas, dans le hall du musée.

## Résultats en championnat du monde de Formule 1
| Saison | Écurie               | Moteur               | Pneumatiques | Pilotes       | Courses | Courses | Courses | Courses | Courses | Courses | Courses | Courses | Courses | Courses | Courses | Courses | Courses | Courses | Courses | Courses | Points inscrits | Classement |
| Saison | Écurie               | Moteur               | Pneumatiques | Pilotes       | 1       | 2       | 3       | 4       | 5       | 6       | 7       | 8       | 9       | 10      | 11      | 12      | 13      | 14      | 15      | 16      | Points inscrits | Classement |
| ------ | -------------------- | -------------------- | ------------ | ------------- | ------- | ------- | ------- | ------- | ------- | ------- | ------- | ------- | ------- | ------- | ------- | ------- | ------- | ------- | ------- | ------- | --------------- | ---------- |
| 1990   | Scuderia Ferrari SpA | Ferrari Tipo 036 V12 | Goodyear     |               | USA     | BRÉ     | SMR     | MON     | CAN     | MEX     | FRA     | GBR     | ALL     | HON     | BEL     | ITA     | POR     | ESP     | JAP     | AUS     | 110             | 2e         |
| 1990   | Scuderia Ferrari SpA | Ferrari Tipo 036 V12 | Goodyear     | Alain Prost   | Abd     | 1er     | 4e      | Abd     | 5e      | 1er     | 1er     | 1er     | 4e      | Abd     | 2e      | 2e      | 3e      | 1er     | Abd     | 3e      | 110             | 2e         |
| 1990   | Scuderia Ferrari SpA | Ferrari Tipo 036 V12 | Goodyear     | Nigel Mansell | Abd     | 4e      | Abd     | Abd     | 3e      | 2e      | 18e     | Abd     | Abd     | 17e     | Abd     | 4e      | 1er     | 2e      | Abd     | 2e      | 110             | 2e         |

Légende : ici 